# یونیماگ ۴۰۶

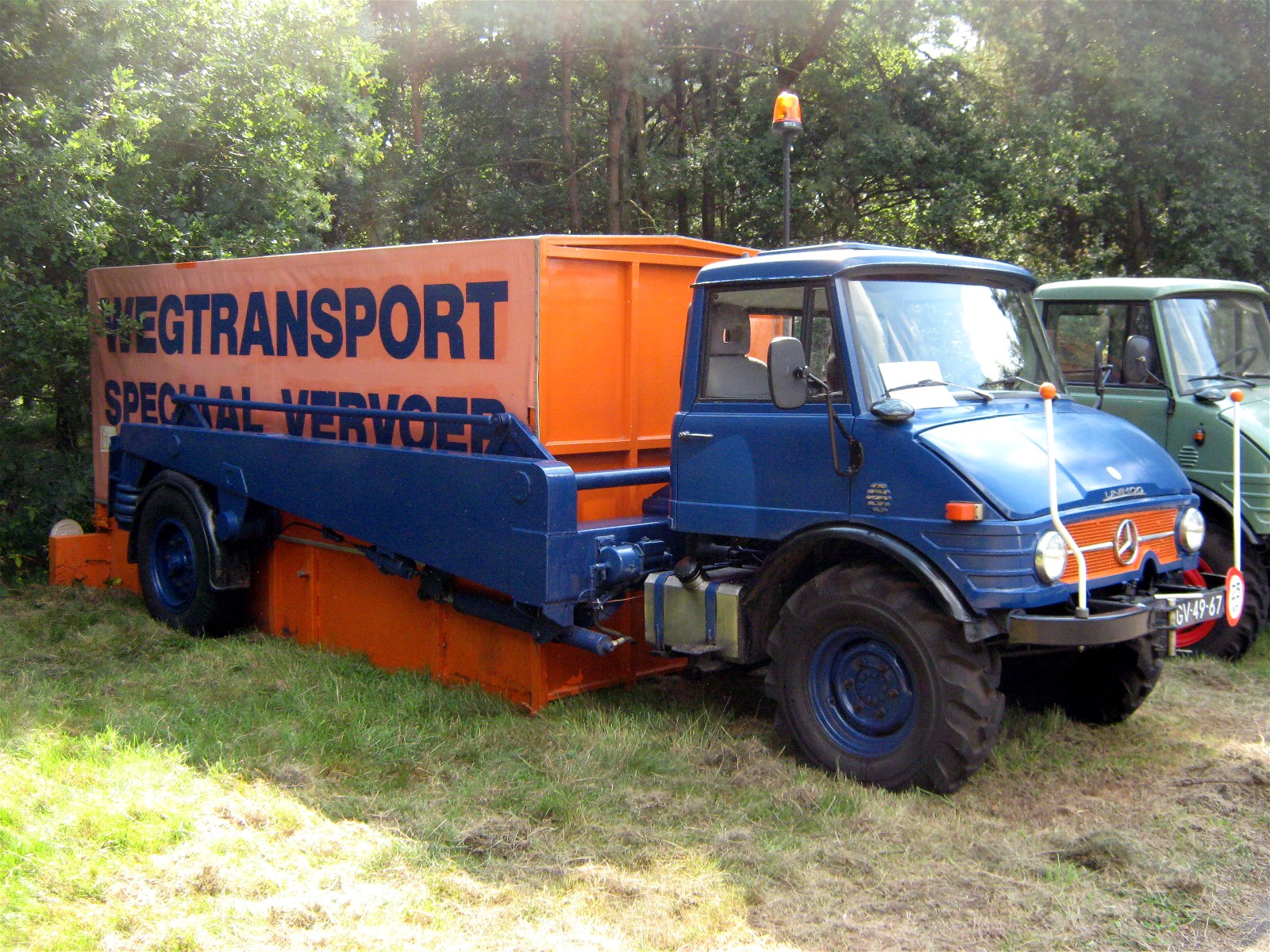
یونیماگ ۴۰۶ کلاس ۱۲۱ که توسط یک شرکت تغییر کاربری داده شده‌است.

یونیماگ ۴۰۶ یک وسیله نقلیه سری یونیماگ ساخته شده توسط مرسدس-بنز است. در مجموع ۳۷٬۰۶۹ دستگاه از این خودرو از سال ۱۹۶۳ تا ۱۹۸۹ دایملر آگ در کارخانه یونیماگ آلمان تولید شده‌است. ۴۰۶ اولین کامیون سری یونیماگ بود که دارای فاصله دو محور بزرگتر ۲۳۸۰ میلی‌متر و بیش از دو برابر قدرت موتور یونیماگ ۴۰۱ بود. برخلاف دیگر یونیماگ‌ها، ۴۰۶ها دارای موتور اتومبیل نیست بلکه دارای موتور کامیون سنگین است. یازده نسخه از یونیماگ ۴۰۶ وجود دارد.

## تاریخچه

### توسعه
نسخه‌های اولیه یونیماگ مورد علاقه مشتریان و تولیدکنندگان لوازم جانبی قرار گرفت، با این حال، از اوایل دهه ۱۹۶۰، مرسدس بنز به دنبال تولید «یونیماگ سنگین» بود. علت این امر نیاز بیشتر کشاورزان به وسایل نقلیه قوی و سنگین بود. این امر منجر به پایان رونق صنعت تراکتورسازی در آلمان در اواسط دهه ۱۹۶۰ شد. قدرتمندترین مدل یونیماگ که مدل ۴۱۱ بود در آن زمان با موتور ۲۵ کیلوواتی ارائه می‌شد که بسیار ضعیف بود. تحلیلگران به مرسدس بنز هشدار دادند که تقاضا برای مدل ۴۱۱ پس از سال ۱۹۶۰ از اوج عبور می‌کند و به زیر ۳۰۰۰ دستگاه در سال می‌رسد؛ بنابراین مرسدس تصمیم گرفت که مدل سنگین‌تر و قوی تری با نام ۴۰۶ تولید کند.
در سال ۱۹۶۰، پلتفرم یونیماگ جدید طراحی و آماده شد این در بخش فنر بندی، شاسی و موتور نسبت به مدل‌های قبلی برتری داشت. سه کابین برای ۴۰۶ در نظر گرفته شده بود: کابین کابریو، کابین بسته و یک کابین دوتخته بسته. نسخه اولیه ۴۰۶ از موتور چهار سیلندر تزریق مستقیم و دیزلی OM 314 با قدرت ۵۴ کیلووات برخوردار بود. از آنجا که هاینریش رولر، رهبر توسعه یونیماگ با این موتور مخالف بود، تصمیم گرفته شد به جای آن از موتور شش سیلندر OM 352 تزریق مستقیم نیز استفاده شود. لاستیک‌های ۴۰۶ توسط دانلوپ تایرز و کونتیننتال آگ، ساخته می‌شد. همچنین یونیماگ ۴۰۶ به یک سیستم هیدرولیک جدید برای دستگاه‌های کمکی و یک پیشرانه جدید با محورهای جدید و یک جعبه دنده جدید برای افزایش قدرت موتور نیاز داشت که برای این مدل طراحی شد.
اولین نمونه‌های اولیه ۴۰۶ در سال ۱۹۶۱ آزمایش شد، نمونه اولیه ۱ یک نمونه اولیه خودروی مبدل فاقد آرم‌های مرسدس بنز و یونیماگ با کابین کمی متفاوت و سپر مدل ۴۰۴ بود. نسخه نهایی یونیماگ ۴۰۶ در انجمن کشاورزی آلمان (DLG) - نمایشگاه مونیخ ۱۹۶۲، به رهبری هیئت مدیره دایملر-بنز معرفی شد. در سال ۱۹۶۳، یکسال بعد از معرفی، ۸۰۰ دستگاه یونیماگ ۴۰۶ تولید شد.
در اواخر دهه ۱۹۶۰، یونیماگ ۴۰۶به یک خودروی محبوب مبدل گشت، بالاترین آمار تولید در نیمه اول دهه ۱۹۷۰ به دست آمد. با شروع تولید سری سنگین یونیماگ ۴۲۵ در ۱۹۷۴ و یونیماگ ۴۳۵ در ۱۹۷۵، تقاضا برای ۴۰۶ در حال کاهش بود. تولید یونیماگ ۴۰۶ پس از ۲۷ سال در سال ۱۹۸۹ متوقف شد.

### تغییرات مدل‌ها
۱۹۶۴

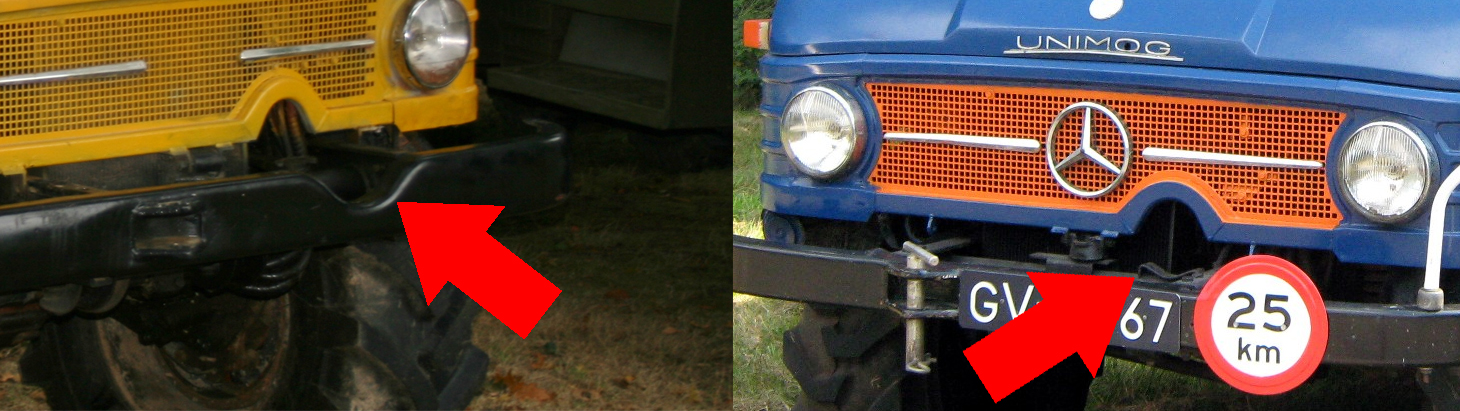
چپ: مدل ۱۹۷۴ - راست: مدل ۱۹۶۳. تورفتگی در سپر جلو در سال ۱۹۶۴ اضافه شد.

به دلیل کمبود موتورهای دیزلی OM 352، اولین سری از این خودرو نمونه‌های اولیه خودرو با موتور دیزلی OM 312 تزریق مستقیم ۴۵ کیلوواتی تولید شد. در سال ۱۹۶۴، موتورهای OM 352 برای ۴۰۶ در دسترس بود و به جای موتورهای قبلی مورد استفاده قرار گرفتند که ۶۵ کیلووات قدرت داشت. این خروجی نیرو برای یونیماگ ناکافی بود، بعداً دایملر-بنز تصمیم گرفت انواع قدرتمندتری از موتور OM 352 را برای ۴۰۶ ارائه دهد. تغییرات بیشتر در سال ۱۹۶۴ شامل یک تریلر راکینجر، یک تورفتگی در سپر جلو برای جلو، یک مخزن هوای فشرده با ظرفیت ۲۷ لیتر به جای ۲۰ لیتر، محورهای پورتال جدید و رینگ‌های جدید بدون چهار دیافراگم با زاویه ۹۰ درجه بود.
۱۹۶۵
در این سال، تولید یونیماگ ۴۱۶ آغاز شد. ۴۰۶ این سال مجهز به سپرهای جدید، کلاچ جدید و چراغهای عقب مستطیلی بود.
۱۹۶۶

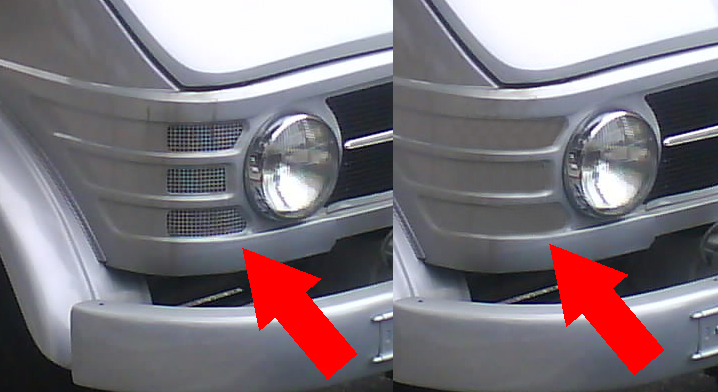
چپ: مدل ۱۹۶۵ - راست: مدل ۱۹۶۶. لوورهای هوا برای سیستم گرمایش و تهویه در سال ۱۹۶۶ برداشته شد.

برای تولید یونیماگ ۴۰۶، ۱۹۶۶ سال مهمی بود. مکانیزم کج شدن به کابین اضافه شد. کابین همچنین با یک سرپوش قابل تعویض جدید و یک جلوپنجره جدید مجهز شده بود، دریچه‌های هوا برای سیستم گرمایش و تهویه در کنار چراغ‌های جلو برداشته شده و دریچه‌های کوچکتر در نزدیکی چراغهای راهنما جایگزین شدند. پیشرانه و گیربکس بهبود یافته، محورهای پورتال جدید و محورهای محور و همچنین جوشکاری بهینه لوله گشتاور بهبود یافته‌است. تغییرات سیستم الکتریکی شامل یک ترموستات الکتریکی و یک دینام جدید با یک گاورنر خارجی است. همچنین سیلندر اصلی ترمز تعویض شد. برخی از قسمتهای داخلی نیز تغییر کرده‌است.
۱۹۶۷
در سال ۱۹۶۷ فقط تغییرات جزئی در این خودرو ایجاد شد، صندلی‌های راننده و سرنشین ارتقا یافت، آینه دید عقب اصلاح شد. محورهای پورتال کمی بهبود یافته‌است.
۱۹۶۸
در این سال گیربکس خودرو با یک گیربکس بهبود یافته جایگزین شد. در واقع هر دو جعبه دنده دستی یکسان هستند، با این حال، گیربکس جدید آن سال دارای یک جعبه دنده میانی اضافی است. علاوه بر اینها سیستم هوای فشرده و یک مخزن روغن جدید برای سیستم فرمان و همچنین آینه‌های خارجی تعویض شد.
۱۹۶۹
برای این سال، دایملر-بنز شیشه جلو اتومبیل لولایی را برای کابریو و یک کابین بسته جدید با یک دریچه تهویه بزرگتر معرفی کرد. همچنین، درها محکم تر شدند.
۱۹۷۰

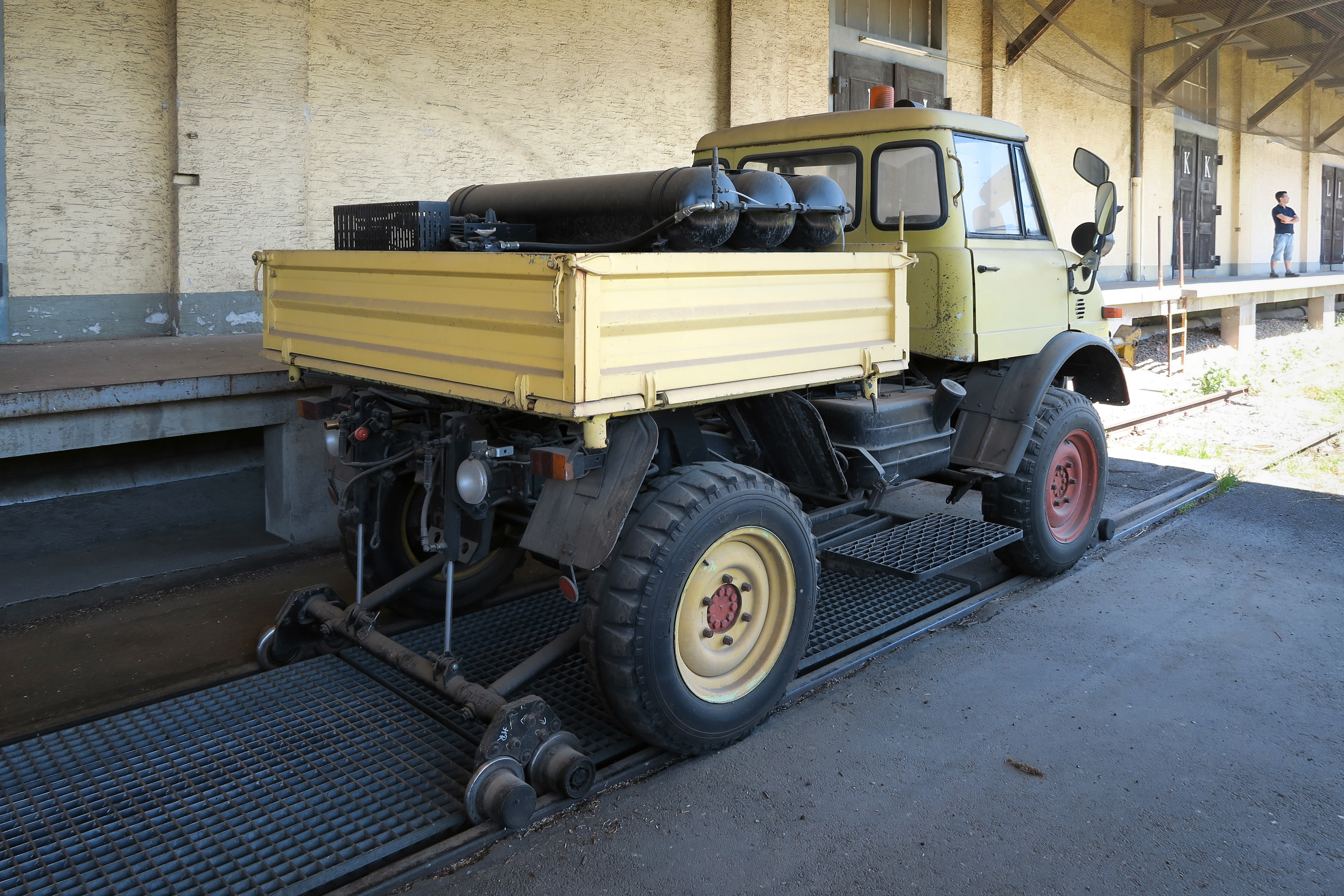
یونیماگ ۴۰۶ مدل ۱۹۷۰، این مدل دارای شیشه‌های عقب جانبی اضافی است.

سیستم فرمان در سال ۱۹۷۰ با یک فرمان توپی و مهره ای به کمک هیدرولیک جایگزین شد، سیستم فرمان مکانیکی همچنان به عنوان یک تیپ دیگر ارائه می‌شد. همچنین مدل‌های تیپ کابین بسته به دو شیشه عقب اضافی مجهز بودند. سیلندرهای ترمز دوباره به روزرسانی شدند.
۱۹۷۱
در مارس ۱۹۷۱ این خودرو مجهز به چراغهای نشانگر بزرگتر مستطیلی، چراغ‌های عقب جدید، محورهای پورتال به روز شده و یک تخت آلومینیومی جدید بود.
۱۹۷۲
تغییرات در سال ۱۹۷۲ شامل برداشتن شیارهای تهویه بالای شیشه جلو اتومبیل و معرفی مخزن خنک‌کننده پلاستیکی بود.
۱۹۷۳
آخرین تغییرات عمده در ۲ ژوئیه ۱۹۷۳ هنگامی که ترمزهای درام با ترمزهای دیسکی تعویض شدند، انجام شد. با معرفی ترمزهای دیسکی، سیستم ترمز مدار دوگانه نصب شد و رنگ رینگ از قرمز به سیاه تغییر یافت. همچنین، سیستم فرمان ارتقا یافته و شعاع لوله اگزوز به ۳۵ میلی‌متر افزایش یافت.
۱۹۷۴–۱۹۸۹
مهمترین پیشرفتهای یونیماگ ۴۰۶ تا سال ۱۹۷۴ به پایان رسید. در سال ۱۹۷۴، صدا خفه کن اگزوز اصلاح شد، نسخه مشبک جعبه دنده در سال ۱۹۷۶ تولید شد. مکانیزم سوئیچینگ تمام چرخ محرک در سال ۱۹۷۷ به نسخه پنوماتیک ارتقا یافت، قالب‌های کروم شده روی جلو پنجره جلو در سال ۱۹۷۹ حذف شد. از سال ۱۹۷۹ تا ۱۹۸۹، ۴۰۶ بدون تغییر عمده ای تولید شد.

## انواع یونیماگ ۴۰۶

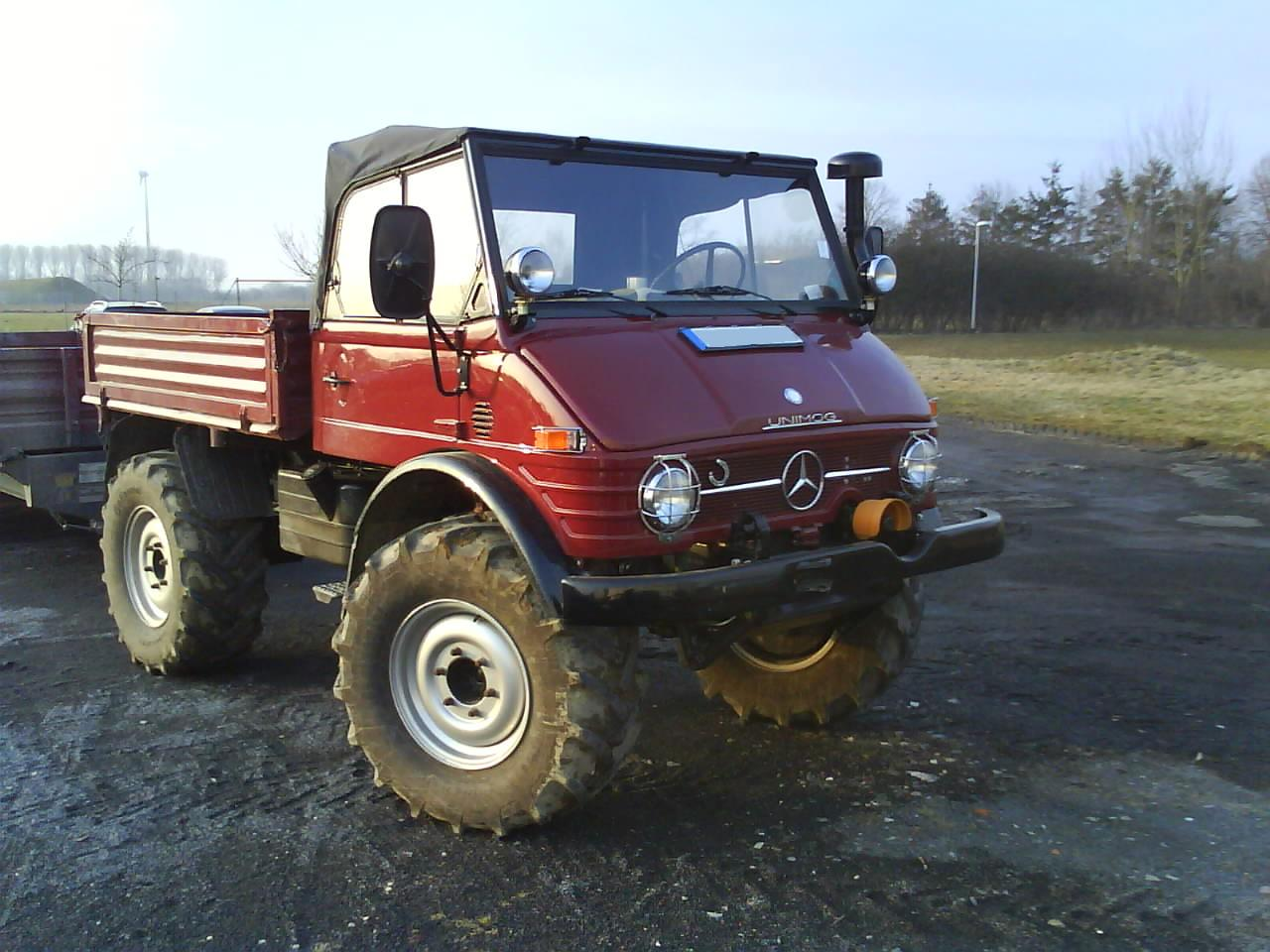
۴۰۶ کلاس ۱۲۰ کابریو

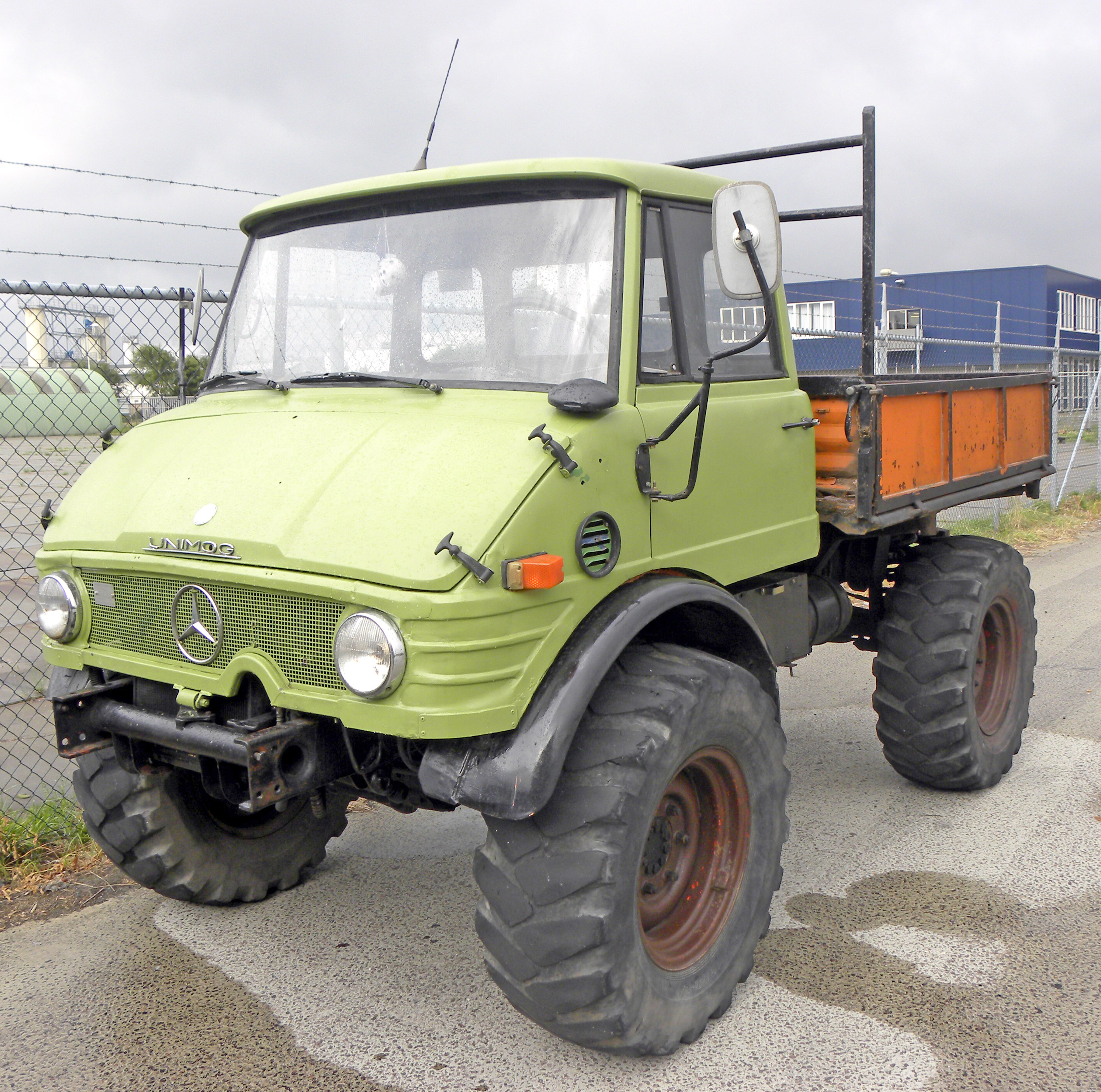
۴۰۶ کلاس ۱۲۱ استاندارد

یازده نوع مختلف یونیماگ ۴۰۶ از مهمترین انواع کابریو استاندارد (کلاس ۱۲۰) و کابین بسته (کلاس ۱۲۱) ارائه شده‌است، ۹۶٪ از کل ۴۰۶ها که تاکنون تولید شده یکی از این دو نوع است.

### مدل‌های بیشتر ۴۰۶

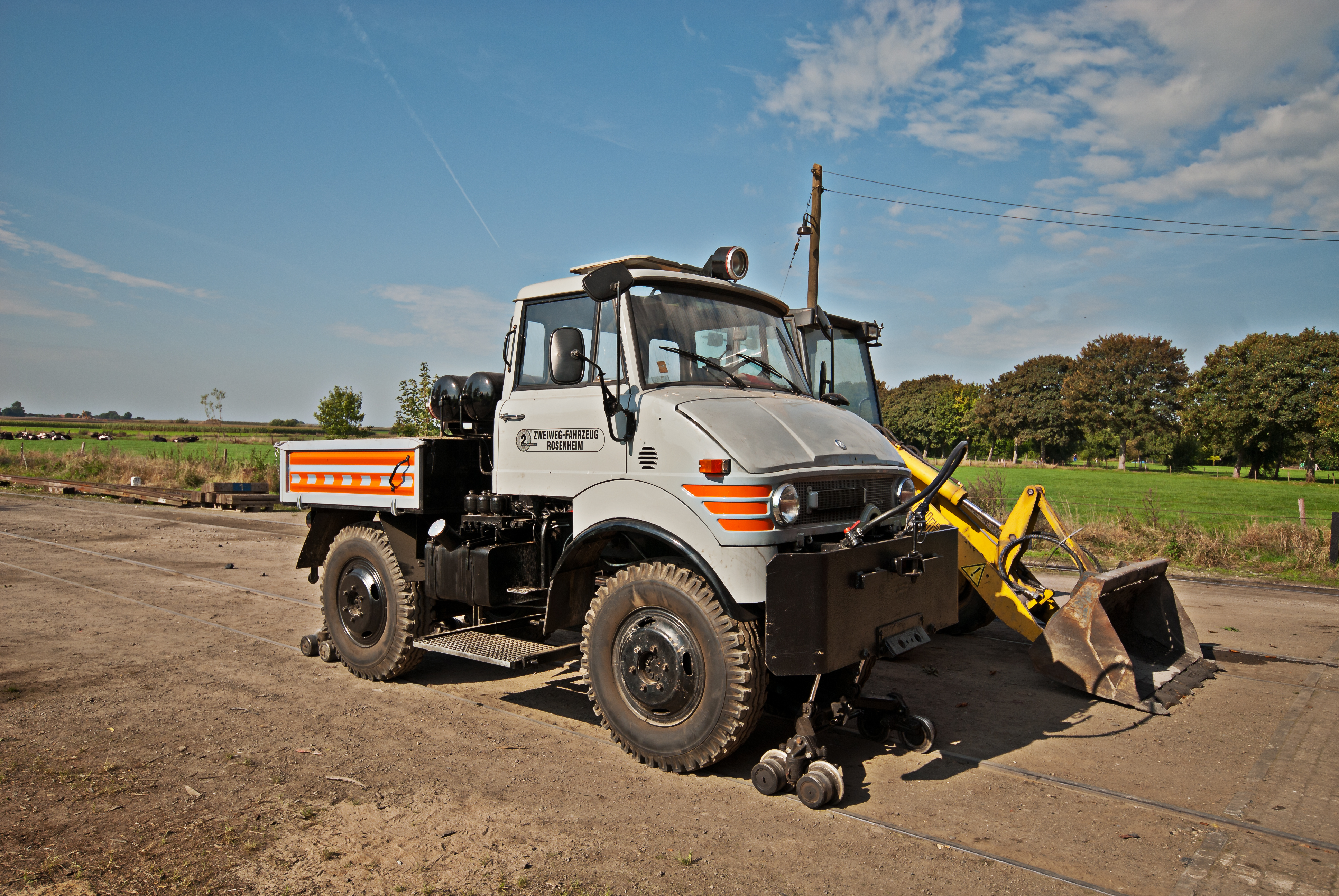
یک یونیماگ چند منظوره با قابلیت حرکت بر روی ریل راه‌آهن

یونیماگ‌های با قابلیت حرکت برروی خط آهن یک نمونه از یونیماگ بودند که توسط شرکت اصلی ساخته نمی‌شدند و در شرکت‌ها دیگر به این شکل تبدیل می‌شدند.

### کابین دوتایی

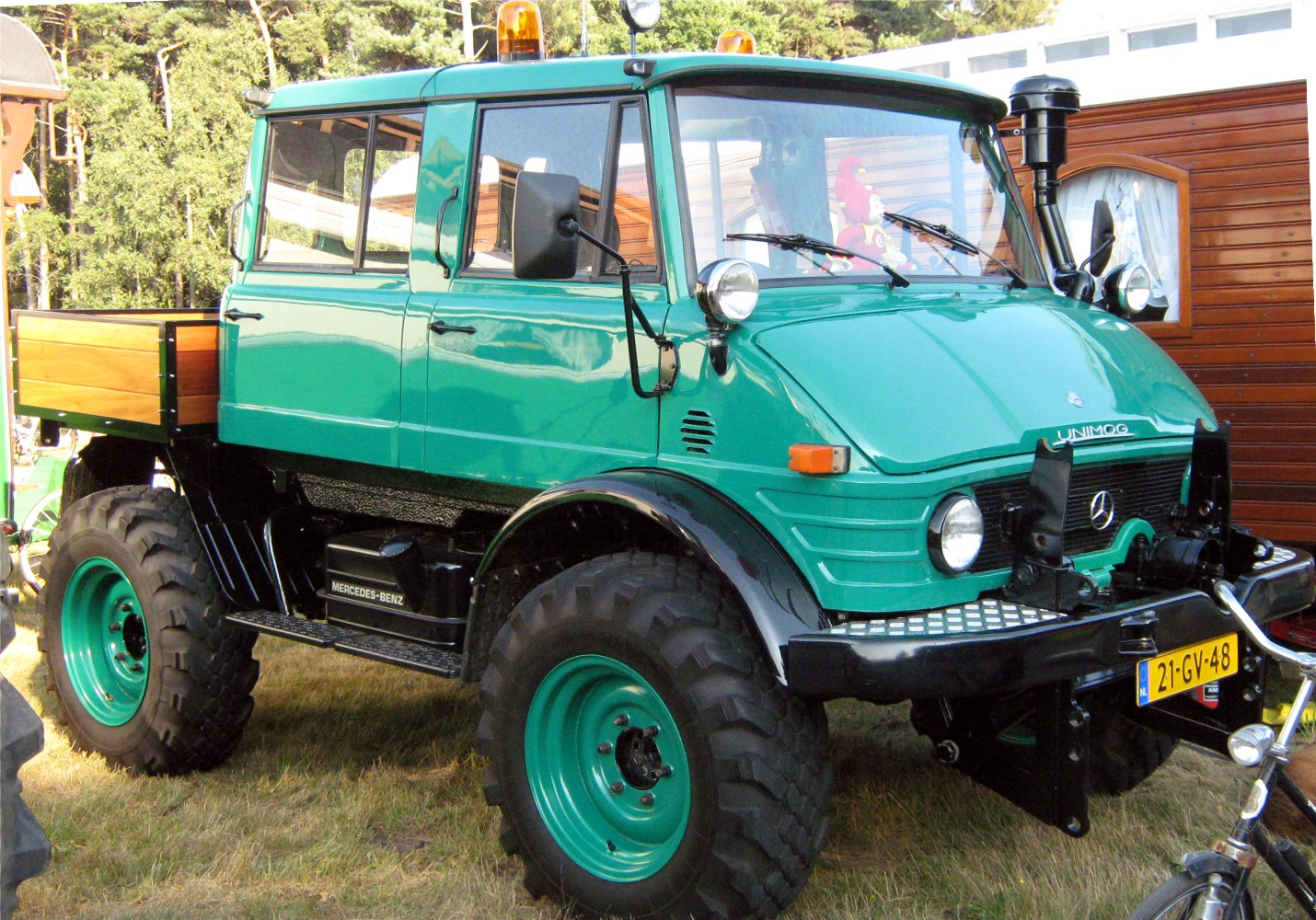
یونیماگ ۴۰۶ کلاس ۱۴۵ کابین دوتایی که کمیاب است.

در ابتدا برنامه‌ریزی شده بود که ۴۰۶ علاوه بر کابین و کابین بسته پیش فرض با کابین دوکابین بسته نیز ارائه شود. کابین دوبل بسته توسط کارخانه وکنهوت در ناگلد ساخته شد، کد این اتاق ۱۴۵ بود. فقط ۳۵۳ دستگاه ۴۰۶ کابین دوقلو ساخته شد.

## اطلاعات فنی

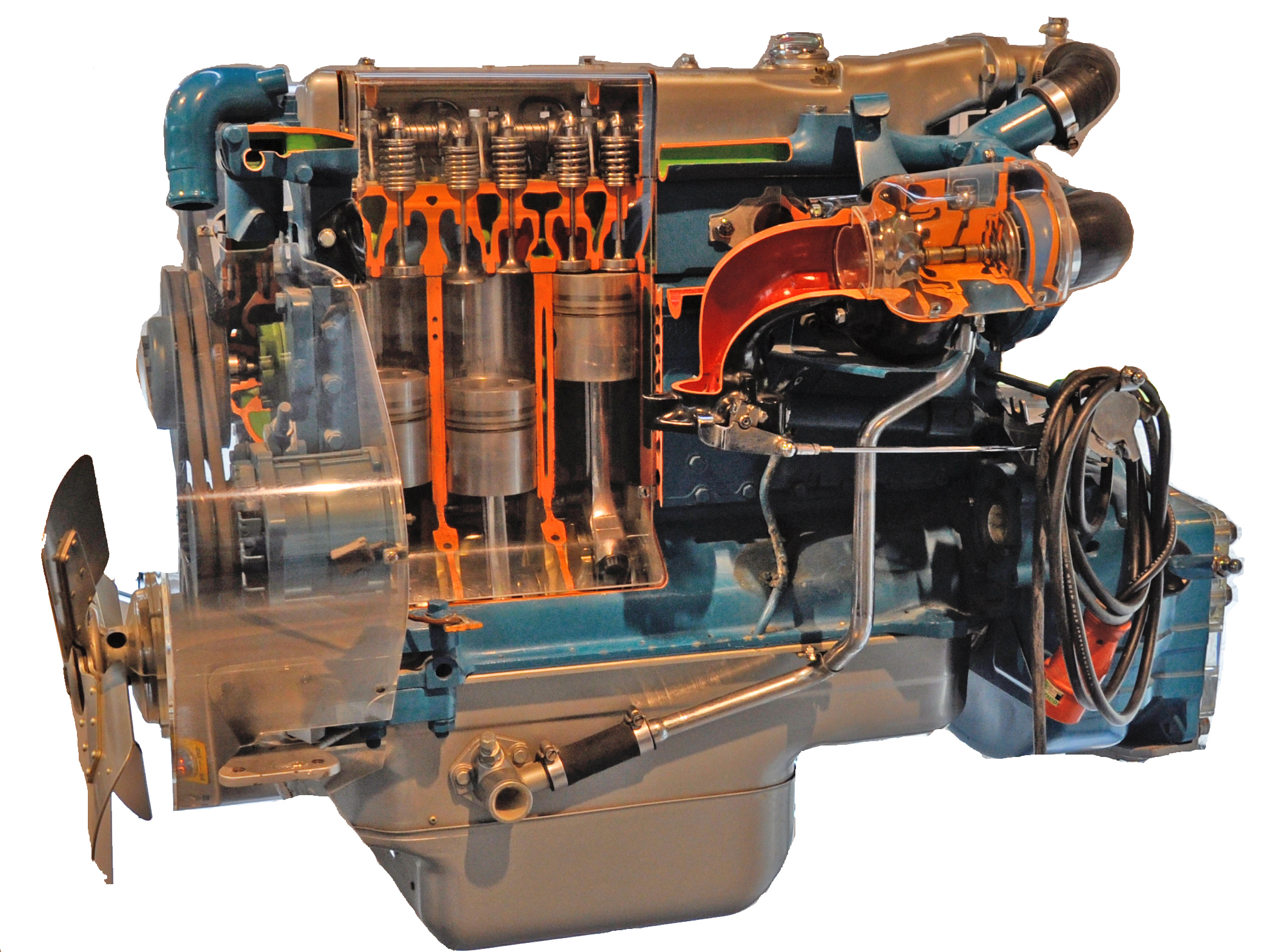
یک برش مقطع از موتور OM 352؛ در نسخه یونیماگ توربو نصب نشده‌است.

۴۰۶ یک وسیله نقلیه چند منظوره با قابلیت استفاده در جاده و چهار چرخ است. این مدل مانند یونیماگ ۴۰۴ دارای یک شاسی نردبانی پایین، دو اکسل دروازه‌ای با لوله‌های گشتاور، چرخ دنده‌های کاهش و فنرهای کویل با کمک فنرهای هیدرولیکی برای محورهای عقب و جلو است. ۴۰۶ دارای دو باتری ۱۲ ولت اسید سرب و یک سیستم الکتریکی ۲۴ ولت است.

### موتور
برای این خودرو یک موتور دیزل محفظه پیش احتراق با تزریق مستقیم شش سیلندر نوع از نوع OM ساخته شده‌است. حجم آن ۴٫۵۸۰ سی‌سی است و تقریباً ۴۸ کیلووات قدرت تولید می‌کند در سال ۱۹۶۴، این موتور با موتور دیزل تزریق مستقیم OM شش سیلندر جایگزین شد که تا سال ۱۹۸۹ تولید می‌شد. OM 352 5.675 لیتر است و تنفس طبیعی است که ۶۲ کیلووات قدرت دارد برخی از نسخه‌های سفارش ویژه یونیماگ از سری ۴۰۶ نیز با خروجی قدرت موتور بالاتر ارائه شده‌اند، هرچند این نسخه‌های ویژه بسیار نادر هستند.

### سیستم تعلیق

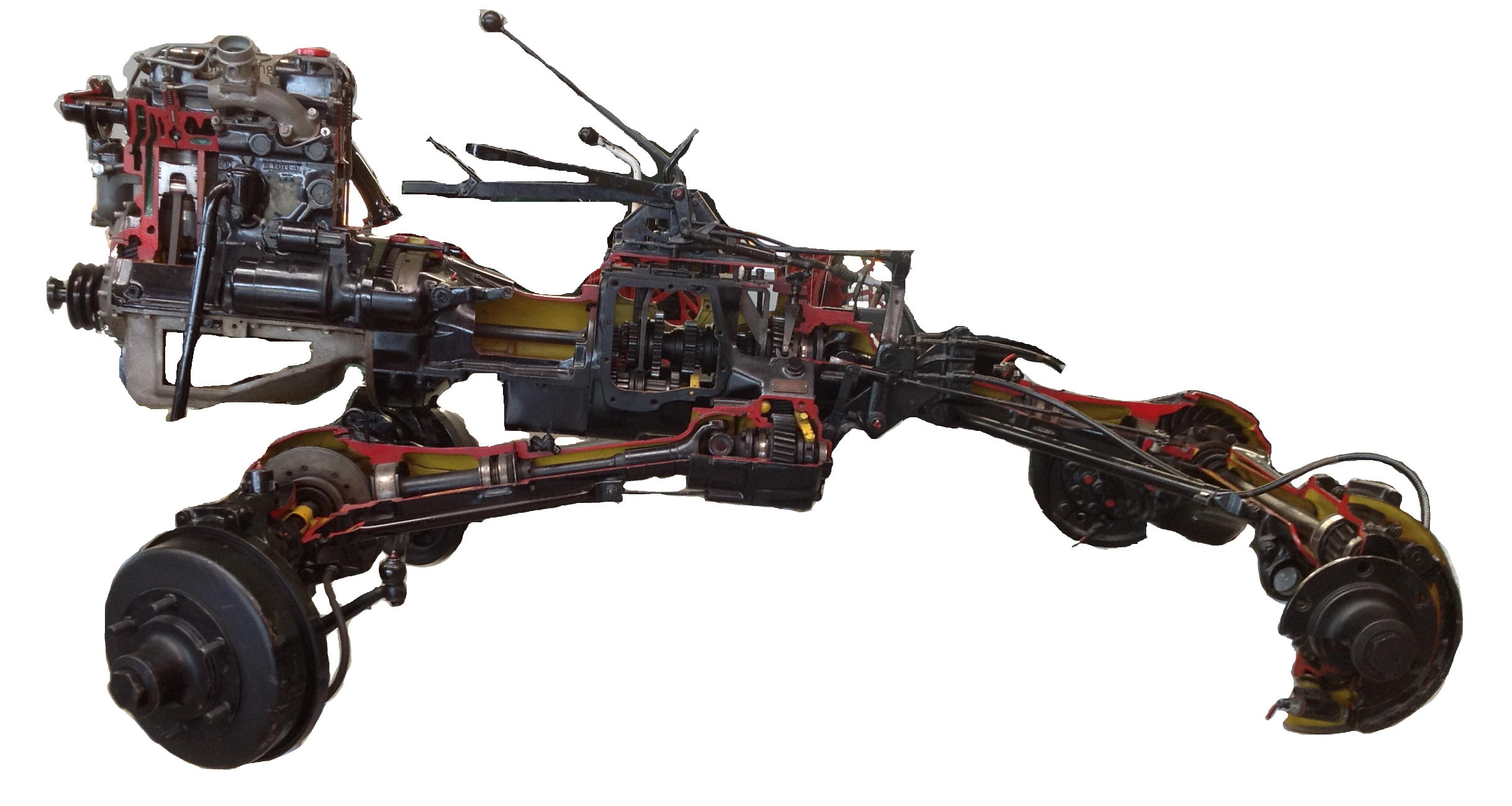
سیستم تعلیق یونیماگ

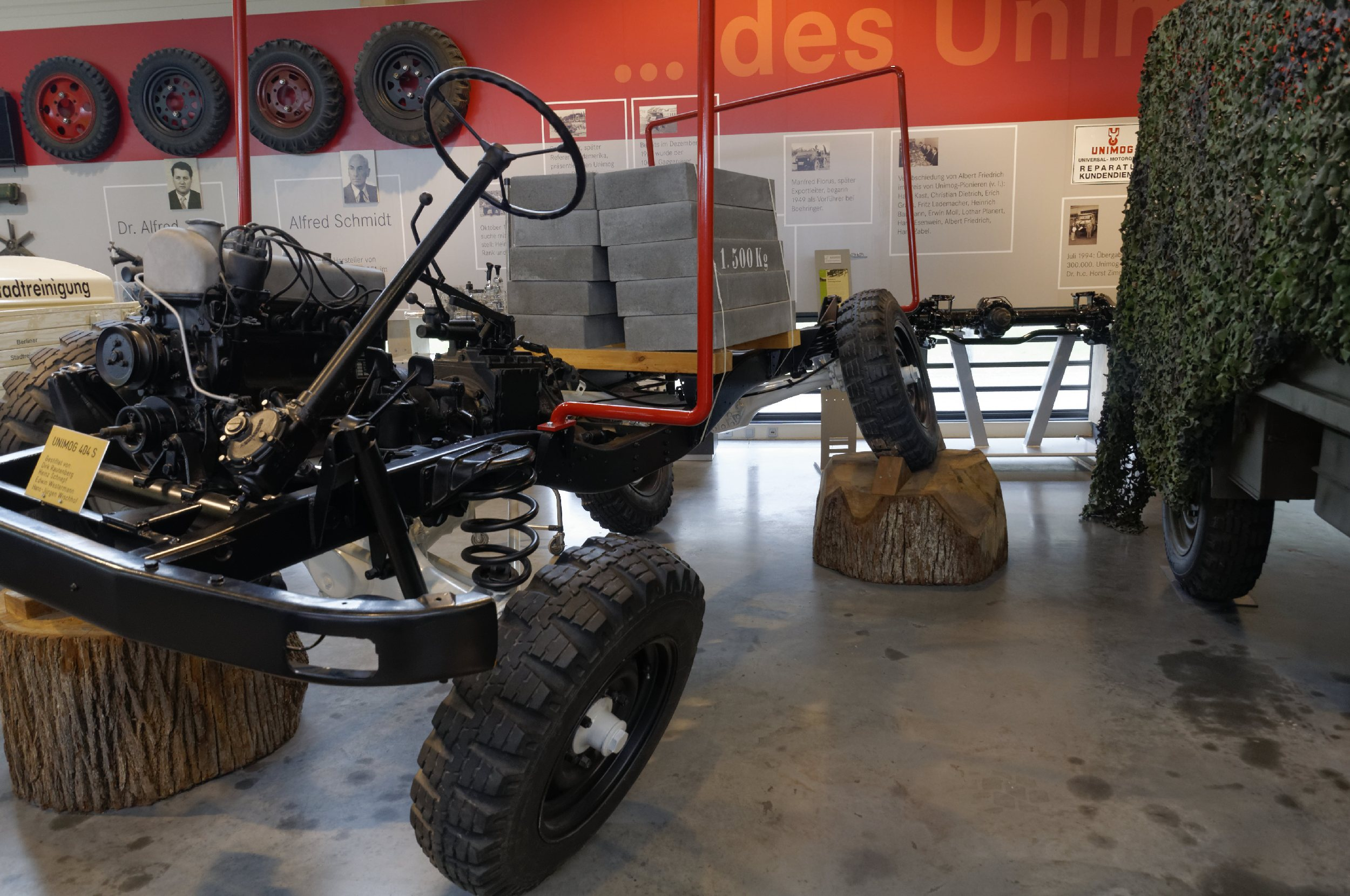
شاسی ۴۰۶ قسمت جلو و عقب قاب در هنگام سفت و سخت بودن مرکز امکان خم شدن پیچشی را فراهم می‌کند.

مانند یونیماگ ۴۰۴، ۴۰۶ دارای یک شاسی نردبانی و اکسل‌های چندگانه صلب است. قاب نردبان شاسی امکان انعطاف‌پذیری پیچشی در قسمت جلو و عقب را دارد اما در مرکز آن کاملاً سفت و محکم است. این با موقعیت ریل‌های عرضی با درزهای جوش شکل لاله به دست می‌آید. سیستم تعلیق از ارتفاع بالایی برخوردار است که حتی با چرخ‌های کوچک نیز خودرو از فاصله زمین خوبی برخوردار باشد. محورهای چند جناقی دارای فنرهای کویل و کمک فنر تلسکوپی هستند. این ساخت و ساز اجازه تعلیق بسیار محکم را به خودرو می‌دهد. لاستیک‌های استاندارد دارای اندازه ۱۰٫۵-۲۰-۲۰ "هستند، دایملر-بنز همچنین انواع ۱۲٫۵–۲۰"، ۱۴٫۵–۲۰ "و ۲۲–۲۰" "را به عنوان گزینه کارخانه ارائه می‌دهد.

## ارقام تولید
۳۷٬۰۶۹ مدل یونیماگ ۴۰۶ ساخته شدند.
| سال  | شماره ساخته شده                       |
| ---- | ------------------------------------- |
| 1962 | حداقل ۲ نمونه اولیه + ۱ مدل نمایشگاهی |
| 1963 | ۸۰۱ شامل ۱۰۰ دستگاه خودروی پیش تولید  |
| 1964 | ۲۰۴۴                                  |
| 1965 | ۱۹۷۷                                  |
| 1966 | ۲۰۲۲                                  |
| 1967 | ۱۰۷۸                                  |
| 1968 | ۱۸۲۵                                  |
| 1969 | نمونه اولیه ۲۳۲۱ + ۱                  |
| 1970 | ۳۰۴۴                                  |
| 1971 | ۲۷۳۷                                  |
| 1972 | ۱۹۶۳                                  |
| 1973 | ۲۶۴۳                                  |
| 1974 | ۲۶۰۳                                  |
| 1975 | ۲۴۶۶                                  |
| 1976 | ۱۶۹۰                                  |
| 1977 | ۱۳۰۴                                  |
| 1978 | ۱۴۲۱                                  |
| 1979 | ۱۳۳۴                                  |
| 1980 | ۹۴۱                                   |
| 1981 | ۶۰۸                                   |
| 1982 | ۵۰۵                                   |
| 1983 | ۴۷۱                                   |
| 1984 | ۳۳۱                                   |
| 1985 | ۳۲۶                                   |
| 1986 | ۲۹۸                                   |
| 1987 | ۲۳۳                                   |
| 1988 | ۸۱                                    |
| 1989 | ۳                                     |

## رنگ آمیزی

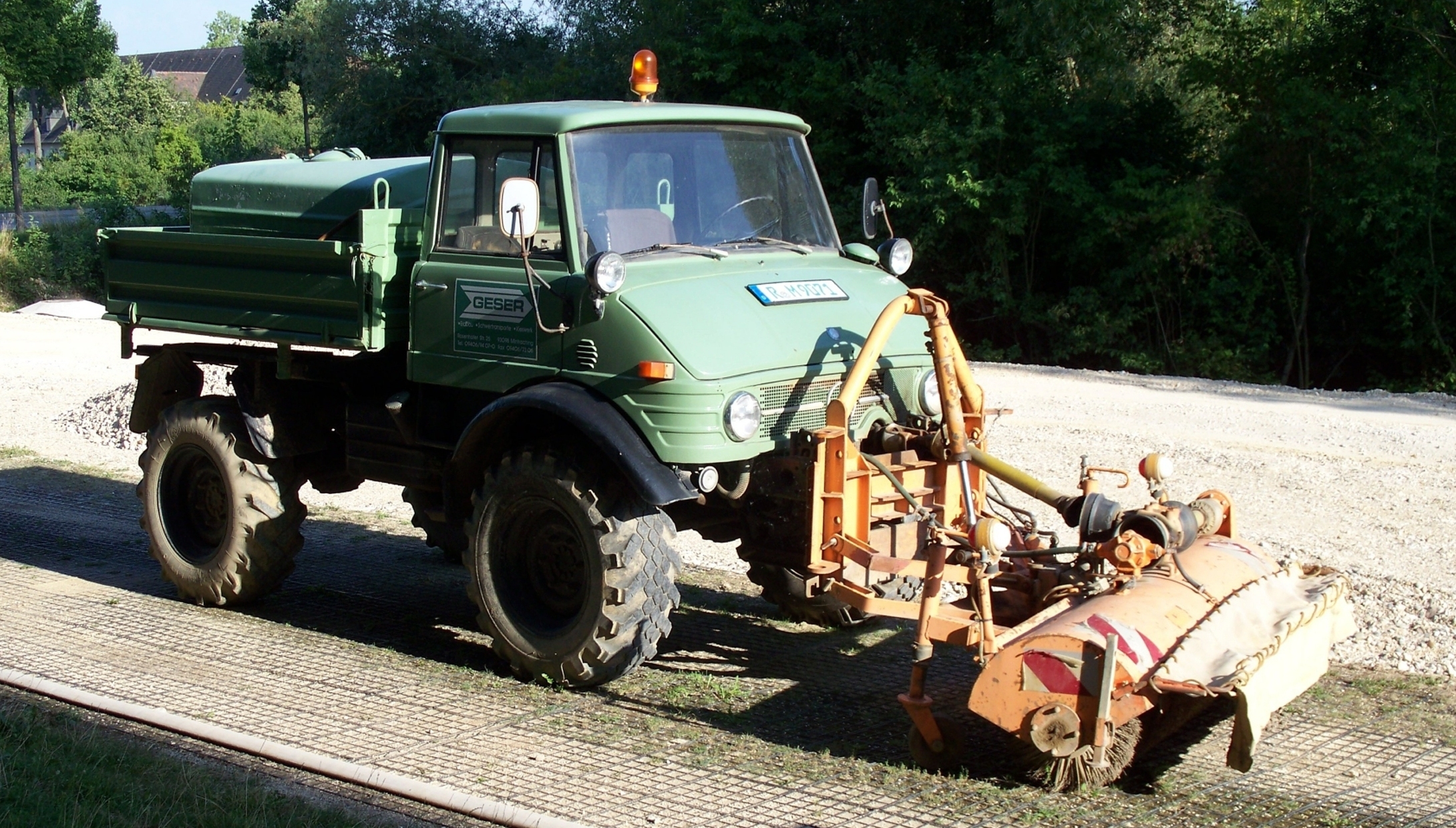
۴۰۶ کلاس ۱۲۱ با رنگ سبز کامیونی

در ابتدا، ۴۰۶ با رنگ سبز کامیونی (DB 6277) عرضه شد تقریباً بیش از ۷۰ درصد ۴۰۶ها با این رنگ رنگ آمیزی شد. دایملر-بنز در دهه ۱۹۷۰ برای رنگ آمیزی شش رنگ متنوع ارائه داد. رنگ‌های دیگر به صورت اضافی در دسترس بودند.
رنگهای پیش فرض
| سبز کامیونی ۶۲۷۷ | شیره سبز ۶۸۲۱ | خاکستری کامیون ۷۱۸۷ | نارنجی قهوه ای ۲۶۰۳ ۲۰۱۱ | زرد کهربا ۱۶۲۴ | زرد کاری ۱۶۰۰ ۱۰۲۷ |

رنگ‌های اضافی
| بژ قهوه ای ۱۴۴۸ ۱۰۱۱ | نارنجی زرد ۲۵۵۰ ۲۰۰۰ | قرمز آتش ۳۵۳۴ ۳۰۰۰ | پرتقال خونی ۲۵۵۳ ۲۰۰۱ | آبی جنتیایی ۵۳۶۱ ۵۰۱۰ | خزه سبز ۶۲۹۴ ۶۰۰۵ | سنگریزه ای خاکستری ۷۷۰۱ ۷۰۳۲ | سفید خاکستری ۹۱۳۶ ۹۰۰۲ |